# Pirenne-these
De Pirenne-these is de stelling van de Belgische historicus Henri Pirenne die zegt, ter verklaring van het grote verschil tussen oudheid en middeleeuwen, dat de culturele eenheid en het economisch systeem rond de Middellandse Zee niet door de volksverhuizingen werden verstoord in de 5e eeuw, maar pas twee eeuwen later door de Arabische veroveringen. De betekenis van de langeafstandshandel viel hierdoor terug en het zwaartepunt verschoof naar de Noordzee, vooral tussen de Seine en de Rijn. De these uit het in 1937 postuum verschenen Mahomet et Charlemagne had grote invloed en ontketende een internationaal debat, maar vindt tegenwoordig in zijn ruime versie vrijwel geen aanhang meer. Het onderdeel over de assimilatie van de Germanen is daarentegen zo ingeburgerd geraakt, dat haast vergeten is hoe vernieuwend de gedachte ooit was.

## Ontwikkeling
Pirenne kwam tot zijn these in gevangenschap. Hij was op 18 maart 1916 gearresteerd door de Duitse bezetter omdat hij -niet zonder succes- het Gentse professorenkorps mobiliseerde tegen de eis om de universiteit te heropenen, als Vlaamsche Hoogeschool. De germanofiele professor was diep geschokt door de Duitse invasie en de steun die dit militarisme vond bij bevriende collega's over de Rijn zoals Karl Lamprecht en Gustav von Schmoller, die het Manifest der 93 ondertekend hadden. Pirenne, wiens 19-jarige zoon Pierre gesneuveld was in de Slag om de IJzer, brak met hen. Hij werd afgevoerd naar Duitsland, waar Russische medegevangenen hem hun taal leerden en hij ging nadenken over de comparatieve methode en de oorsprong van de westerse beschaving. Uit het hoofd begon hij in Creuzburg te schrijven aan een Geschiedenis van Europa, waarvan het eerste deel de kern van zijn these bevatte, inclusief het minimaliseren van de Germaanse impact op het antieke Europa. Pirennes oorlogservaring – bewust of onbewust, vertroebelend dan wel verscherpend – stond in elk geval niet los van zijn denken.
Na de oorlog werd Pirenne enige jaren Gents rector. In 1922 nam hij de draad van zijn stelling terug op en publiceerde hij een artikel met de slotwoorden: "Zonder de islam zou het Frankische rijk ongetwijfeld nooit bestaan hebben, en Karel de Grote zou zonder Mohammed ondenkbaar zijn." Hij verdedigde deze boude stelling op lezingen en conferenties, en werkte ondertussen aan een synthetisch boek waarvan het manuscript bij zijn dood werd gevonden en dat in gereviseerde vorm postuum verscheen (1937).

## Inhoud van de these
In het eerste deel van zijn these rekende Pirenne af met het heersende idee dat de vijfde eeuw, waarin de West-Romeinse keizers verdwenen, Germaanse koninkrijken verschenen en het christendom triomfeerde, een cesuur vormde die oudheid van middeleeuwen scheidde. Volgens de Pirenne-these maakten de Germaanse invasies hoegenaamd geen einde aan de klassieke wereld. De veroveraars verloren al hun originele karaktertrekken en werden opgeslorpt door Rome: "De grond van Romania heeft het barbaarse leven opgedronken." Evident was de oude wereld sterk getroffen en kon men op alle gebieden een regressie vaststellen. Maar hij bleef bestaan door zijn massa, en tijdgenoten beschouwden zich niet als toegetreden tot een andere beschaving. Op cultureel, sociaal, economisch, taalkundig en institutioneel gebied bleef de mediterraanse civilisatie voortleven en vernieuwing brengen, zoals de monastiek.
Vervolgens noemde Pirenne in het tweede deel van zijn these het werkelijke instrument dat de antieke wereld volgens hem ten einde bracht, namelijk de snelle en onverwachte veroveringen van de Arabieren rond de Middellandse Zee. Essentiële onderdelen van de mediterraanse wereld vielen onder moslimheerschappij en de nieuwe heersers heroriënteerden de navigatie. De klassieke wereld verloor de uitwisselingen met het oosten (Syrië, Egypte) en nadien raakten ook de westelijke zeeroutes afgesneden (Maghreb, Spanje). Tijdens de transitiejaren 650-750 verschoof de as van het historisch leven hierdoor noordwaarts. Bestuurlijk was de staat niet langer capabel om de administratie overeind te houden en verviel hij in feodaliteit. Deze evolutie werd geconsacreerd in 800 met de stichting van het Heilig Roomse Rijk.
Als verklarende factor voor beide onderdelen wees Pirenne, hoewel geen marxist, op de economie. De snelle aanpassing van de Germaanse immigranten was mogelijk gemaakt door het overeind blijven van de economie, zij het in gereduceerde omvang. Pas met de moslimdominantie op de zeeroutes droogde de aanvoer van edelmetaal naar West-Europa op, waardoor de belastingheffing in de steden onmogelijk werd en de koning zijn functionarissen ging belonen met leengoederen. Ook het stedelijk onderwijs kon niet langer overeind worden gehouden, zodat de klassieke kunsten en letteren definitief wegkwijnden.

## Evaluatie
Het werk van Pirenne inspireerde nieuw onderzoek door arabisten, archeologen, byzantinologen, classici, islamologen, klimaatwetenschappers, mediëvisten, numismaten, oudhistorici, paleobotanisten, papyrologen, vulkanologen en andere specialisten.
De meeste moderne historici onderschrijven het eerste deel van de Pirenne-these, maar verwerpen het tweede deel. Archeologisch onderzoek heeft aangetoond dat de mediterrane steden in de zesde eeuw zijn ingestort, dus vóór de islamexpansie. Door twee vulkaanuitbarstingen (ca. 535 en 539) kende het noordelijk halfrond extreme zomerkoelte. Oogsten mislukten en in het oosten doodde de Justiniaanse pest tot een kwart van de bevolking (541-542). Italië werd compleet verwoest door de oorlogen van de Byzantijnen, eerst tegen de Ostrogoten (535-555) en dan tegen de Langobarden (568-572). De Byzantijns-Sassanidische oorlog (610-628) bedeelde Syrië en Anatolië met een gelijkaardig lot. Het lijkt er dus op dat de islam een vacuüm heeft opgevuld, en niet zoals Pirenne dacht zelf oorzaak van de neergang was.
Ook Pirennes beschrijving van de economische transformatie is betwist. Zo kan het gebeuren dat de ene keer gesteld wordt dat de economie wel degelijk instortte gedurende de periode van de volksverhuizingen, terwijl anderen stellen dat de economie rond de Middellandse Zee nooit grote verstoringen heeft gekend. In elk geval lijkt er effectief een verschuiving te zijn geweest van een handelssysteem naar een patronagesysteem. De overgang van een geldeconomie naar een geschenkeneconomie (gift-exchange) betekende dat deze zich meer aan het zicht onttrok, maar niet dat deze compleet instortte, iets wat gezien de huidige nadruk op de markteconomie niet altijd even duidelijk is.

## Voetnoten
1. ↑  Jona Lendering, Vergeten erfenis. Oosterse wortels van de westerse cultuur, 2009, p. 51-52
2. ↑  Sarah Keymeulen en Jo Tollebeek, Henri Pirenne, Historian. A Life in Pictures, p. 47, 104
3. ↑  Jona Lendering, Henri Pirenne, sargasso.nl, 29 maart 2017